# Sphaerospira macleayi
Sphaerospira macleayi är en snäckart som först beskrevs av Cox 1865.  Sphaerospira macleayi ingår i släktet Sphaerospira och familjen Camaenidae. IUCN kategoriserar arten globalt som nära hotad. Inga underarter finns listade i Catalogue of Life.